# Křeslo

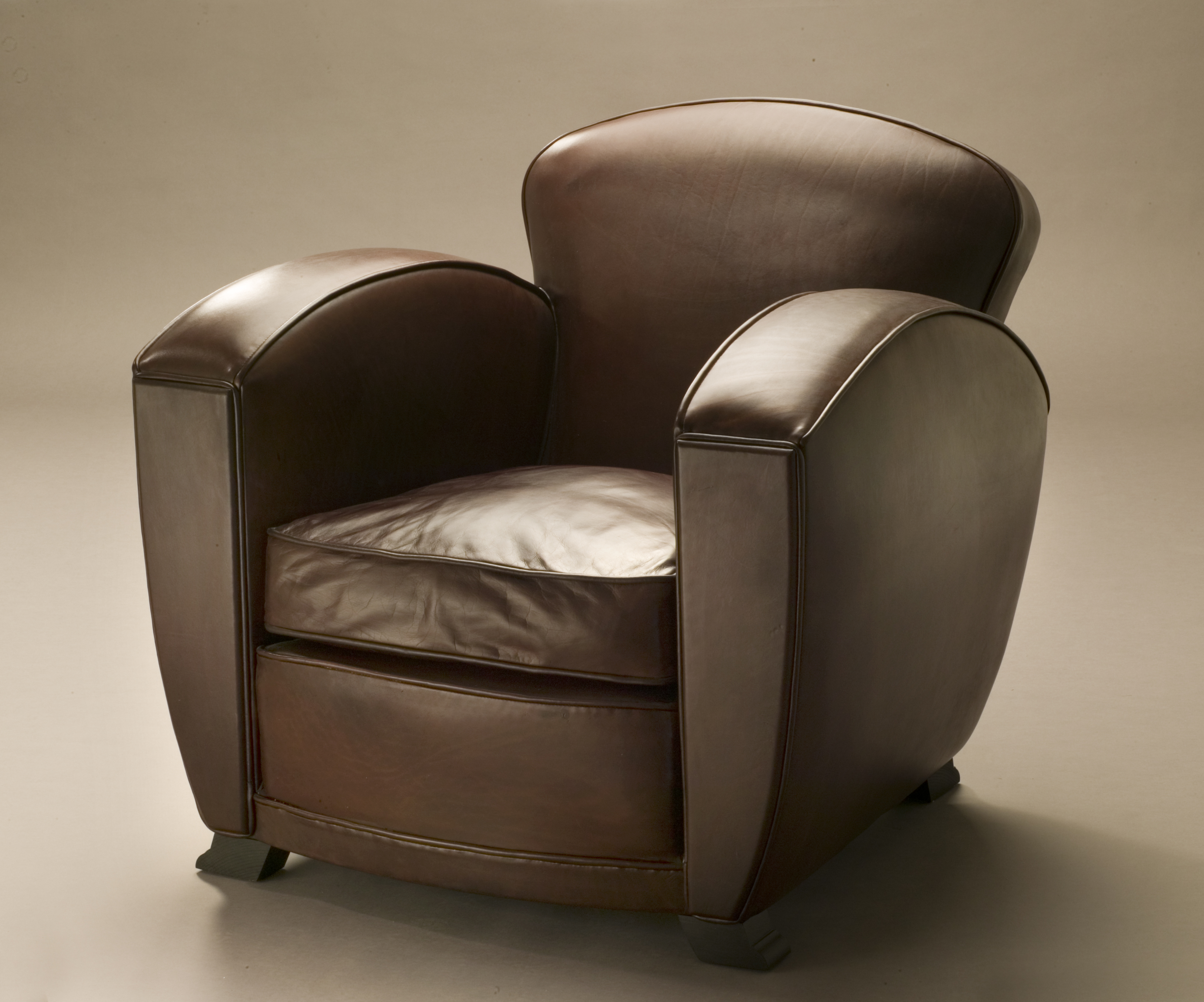
Křeslo

Křeslo je druh sedacího nábytku, který slouží k odpočinku. Oproti židli musí mít postranní opěrky – područky.

## Konstrukce
Křeslo se skládá ze soklu nebo ze čtyř noh, které mohou být spojeny jedním až třemi trnoži nebo kolečky. Sedadlo může být plné, ploché či mírně vypuklé, nebo rámové, s výpletem či čalouněním. Křeslo má vždy opěradlo pro záda a pro ruce. Některé modely mají také vysouvací podpěrku pro nohy, která se vysune sklopením křesla. Jindy se dodává souprava křesla a zvláštní podnožky.
Křesla mohou být skládací.

### Materiály
Křesla se vyrábějí z různých materiálů od dřeva, kovů, jejich slitin až po plasty.

### Čalounění
Sedací a opěrné plochy mohou být čalouněné: Čaloun se skládá z vycpávky a potahu. Vycpávkou bývala koudel, koňské žíně nebo ovčí rouno, v současnosti molitan. Rám sedáku může být pro lepší prodyšnost vypleten popruhy. U vysokého čalounu se přidávají spirálovitá kovová péra, pak je sedák měkčí, pérovací. Do opěradel se péra nevkládají. Jako potah slouží pevná tkanina nebo gobelín, kůže, či koženka, v současnosti označovaná také termínem textilní kůže.

## Typy
- Faldistorium
- Trůn
- Nůžkové křeslo (danteska)
- Ušák a křeslo ušák – mohou být čalouněné, nebo kožené, jejich původní použití bylo nejen z důvodu komfortu a opěru zad a hlavy, ale hlavně také aby držely teplo sálající od krbu. Často používané anglické ušáky.
- Houpací křeslo
- Pontifikální křeslo – pro kněze, v kostele u oltáře
- zvláštní účely:
  - Masážní křeslo – čalouněné relaxační: elektrické zařízení v sedáku i opěradle vyvolávají vibrace, pohyblivé lopatky promasírují zádové svaly.
  - Kempinkové křesílko – cestovní, z duralových trubek spojených plátěnými opěrkami
  - Elektrické křeslo – popravčí